# Hadena confusa
Hadena confusa је врста ноћног лептира (мољца) из породице Noctuidae. Налази се у Европи, Северној Африци, Западној и Централној Азији.

## Опис
Распон крила је 27-35мм. Основна боја предњег крила је љубичаста, жућкаста са маслинасто-сивом. Стигме су спојене формирајући велику белу мрљу и постоји мала бела апикална мрља. Субтерминална линија је беле боје и неправилно таласаста, спаја се са апикалним белим мрљама. Базално поље показује мање или више изражено бељење. Реса је карирана. Задња крила су шиљаста са белим ресама. Споља су нешто тамнија. У веома влажним областима меланистичке јединке се могу јавити првенствено на Шетландским и Оркнејским острвима, деловима Хебрида, као и у Велсу и Шкотској.

## Биологија
Лети од маја до јула, а понекад и од августа до септембра, у другој генерацији у зависности од локалитета. Налази се на сувим ливадама, каменитим пашњацима и падинама.
Ларве се хране врстама каранфила и пуцавца, као што су Silene nutans и Silene vulgaris.

## Подврсте
- Hadena confusa confusa
- Hadena confusa herczigi
- Hadena confusa iliensis